# Слейд, Адольфус
Адольфус Слэйд  ( 22 мая 1802— 13 ноября 1877 года) — Британский Адмирал, который также служил Адмиралом Османского Флота.
Он был пятым сыном генерала Сэра Джона Слэйда.

## Карьера
- 1815: поступил на службу на флот[4]
- 1827: лейтенант
- 1841: коммандер
- 1849: кэптен
- 1849—1866: адмирал османского флота, с титулом Мушавер-Паша («советник»). В этой должности участвовал в Синопском сражении и Крымской войне. В 1854 году его флагманом был 72-пушечный фрегат[5].
- 1858: рыцарь-командор ордена Бани (KCB)
- 1866: контр-адмирал
- 1867: контр-адмирал в отставке
- 1873: вице-адмирал в отставке

## Книги
Слейд, которого называли «одним из лучших писателей XIX века о Ближнем Востоке», написал ряд книг:
- Records of travels in Turkey, Greece, &c. and of a Cruise in the Black Sea, with the Capitan Pasha, in the years 1829,1830, and 1831 (1833)
- Turkey, Greece and Malta (1837)
- The sultan and Mehemet Ali; or, The present crisis in Turkey. (1839)
- Travels in Germany and Russia: including a steam voyage by the Danube and the Euxine from Vienna to Constantinople, in 1838-39 (1840)
- A Few Words on Naval Construction and Naval promotion. (1846)
- Maritime States and Military Navies (1859)
- Turkey and the Crimean War: a narrative of historical events (1867)
- An Historical Catechism of the Church of England, from the Apostles’ times to the mission of St. Augustine. Compiled chiefly for the young (1883).